# Rhizoplatys simplicitarsis
Rhizoplatys simplicitarsis är en skalbaggsart som beskrevs av Heinrich Bernward Prell 1912. Rhizoplatys simplicitarsis ingår i släktet Rhizoplatys och familjen Dynastidae. Inga underarter finns listade i Catalogue of Life.